# HNK Šibenik
HNK Šibenik é uma equipe croata de futebol com sede em Šibenik. Disputa a primeira divisão da Croácia (Prva HNL).
Seus jogos são mandados no Stadion Šubićevac, que possui capacidade para 8.000 espectadores.

## História
O HNK Šibenik foi fundado em 01 de Dezembro de 1932.